# Fredrik Modin
Jan Fredrik „Freddy“ Modin (* 8. Oktober 1974 in Sundsvall) ist ein ehemaliger schwedischer Eishockeyspieler und derzeitiger -funktionär, der im Verlauf seiner aktiven Karriere zwischen 1991 und 2011 unter anderem 955 Spiele für die Toronto Maple Leafs, Tampa Bay Lightning, Columbus Blue Jackets, Los Angeles Kings, Atlanta Thrashers und Calgary Flames in der National Hockey League auf der Position des linken Flügelstürmers bestritten hat. Modin ist seit 2006 Mitglied des Triple Gold Club, dem Personen angehören die in ihrer Karriere die Weltmeisterschaft, Olympischen Spiele und den Stanley Cup erringen konnten.

## Karriere
Fredrik Modin stammt aus dem Nachwuchs des schwedischen Vereins Njurunda SK. Im Juniorenalter wechselte er zum Timrå IK. Dieser damalige Zweitligist kooperierte zwischen 1990 und 1994 mit dem IF Sundsvall. Für diese Spielgemeinschaft absolvierte Modin 1992 seine ersten Spiele in der zweiten Liga Schwedens. Bis zum Sommer 1994 spielte er für Sundsvall/Timrå und wurde beim NHL Entry Draft 1994 von den Toronto Maple Leafs aus der National Hockey League an 64. Stelle ausgewählt. Er blieb allerdings noch in seinem Heimatland und wechselte zu Brynäs IF in die Elitserien.
Nachdem er die Weltmeisterschaft 1996 bestritten hatte, holten in die Maple Leafs nach Toronto und er spielte als Rookie 76 NHL-Spiele. In den folgenden zwei Jahren konnte er seine Punktausbeute zwar steigern, aber den hohen Erwartungen der Maple Leafs an ihn wurde er nicht gerecht, da man sich einen zweiten Mats Sundin erhofft hatte. Daher wurde er am 1. Oktober 1999 im Tausch gegen Cory Cross und einen Draft-Pick zu den Tampa Bay Lightning transferiert. In Tampa konnte er sein Offensivspiel deutlich verbessern und wurde in der Saison 2000/01 mit 32 Toren der beste Torschütze der Lightning. Drei Jahre später lief Modin zu Höchstform auf: Er erzielte 29 Tore und 28 Assists in der regulären Saison und war, mit acht Toren und elf Assists in 23 Playoff-Spielen, einer der Schlüsselspieler für den Gewinn des Stanley Cups im Finale gegen die Calgary Flames.
Während des Lockout in der NHL-Saison 2004/05 spielte Modin wieder für seinen Heimatklub Timrå IK, der inzwischen in der Elitserien spielte. Zur neuen Spielzeit kehrte er jedoch nach Tampa zurück und konnte seine Leistung aus der Stanley-Cup-Saison wiederholen. Allerdings verloren die Lightning als Titelverteidiger schon in der ersten Runde gegen die Ottawa Senators, so dass das Management der Lightning beschloss, Änderungen im Kader vorzunehmen. Auf der Suche nach einem neuen Stammtorhüter wurde letztendlich Marc Denis von den Columbus Blue Jackets verpflichtet, im Gegenzug wurden Modin und Fredrik Norrena an die Blue Jackets abgegeben.
Am 3. März 2010 wurde er im Rahmen der Trade Deadline an die Los Angeles Kings abgegeben. Im September 2010 unterzeichnete Modin als Free Agent einen Vertrag bei den Atlanta Thrashers. Diese gaben ihn Ende Februar 2011 im Austausch für ein Siebtrunden-Wahlrecht im NHL Entry Draft 2011 an die Calgary Flames ab. Für Calgary bestritt der Schwede noch vier Spiele und gab im Mai 2011 sein Karriereende bekannt.
In der Saison 2013/14 bestritt Modin nochmal ein Spiel für seinen Stammverein Njurunda SK in der viertklassigen Division 2, ehe er im Sommer 2015 ins Funktionärsteam der Columbus Blue Jackets wechselte.

### International
Modin vertrat sein Heimatland das erste Mal bei der Junioren-Weltmeisterschaft 1994 und gewann die Silbermedaille, außerdem spielte er 1996, 1998, 2000 und 2001 bei der Weltmeisterschaft der Herren. Dabei gewann er 1998 die Goldmedaille und 2001 Bronze. Beim World Cup of Hockey 2004 stand er im Kader der schwedischen Nationalmannschaft und erzielte die meisten Punkte aller Spieler des Turniers. Zwei Jahre später bei den Olympischen Winterspielen 2006 in Turin gewann die schwedische Nationalmannschaft mit Modin ebenfalls Gold. Durch den bereits im Jahr 2004 gewonnenen Stanley Cup erreichte der Schwede die Aufnahme in den Triple Gold Club.

## Erfolge und Auszeichnungen
- 1995 Schwedischer Vizemeister mit Brynäs IF
- 2001 Teilnahme am NHL All-Star Game
- 2004 Stanley-Cup-Gewinn mit den Tampa Bay Lightning

### International
| - 1994 Silbermedaille bei der Junioren-Weltmeisterschaft - 1998 Goldmedaille bei der Weltmeisterschaft - 2001 Bronzemedaille bei der Weltmeisterschaft - 2004 Topscorer des World Cup of Hockey | - 2004 All-Star-Team des World Cup of Hockey - 2006 Goldmedaille bei den Olympischen Winterspielen - 2006 Aufnahme in den Triple Gold Club |

## Karrierestatistik

### International
Vertrat Schweden bei:
| - Junioren-Weltmeisterschaft 1994 - Weltmeisterschaft 1996 - Weltmeisterschaft 1998 - Weltmeisterschaft 2000 | - Weltmeisterschaft 2001 - World Cup of Hockey 2004 - Olympischen Winterspielen 2006 - Olympischen Winterspielen 2010 |

(Legende zur Spielerstatistik: Sp oder GP = absolvierte Spiele; T oder G = erzielte Tore; V oder A = erzielte Assists; Pkt oder Pts = erzielte Scorerpunkte; SM oder PIM = erhaltene Strafminuten; +/− = Plus/Minus-Bilanz; PP = erzielte Überzahltore; SH = erzielte Unterzahltore; GW = erzielte Siegtore; 1 Play-downs/Relegation; Kursiv: Statistik nicht vollständig)